# 1-й воздушно-десантный корпус (Великобритания)
1-й воздушно-десантный корпус (англ. I Airborne Corps) — воздушно-десантный корпус Британской армии в годы Второй мировой войны. Составлял часть 1-й союзной воздушно-десантной армии вместе с 18-м американским воздушно-десантным корпусом.

## Формирование
Корпус был образован в 1943 году под руководством генерал-лейтенанта Фредерика Артура Монтега Браунинга. В его состав вошли 1-я и 6-я британские воздушно-десантные дивизии. В августе 1944 года корпус присоединился к 1-й союзной воздушно-десантной армии вместе с 18-м американским воздушно-десантным корпусом.
В составе корпуса позднее появились 52-я (Низовская) пехотная дивизия Британской армии, 1-я бригада SAS и 1-я отдельная польская парашютная бригада. Чуть позже в состав корпуса вошли 82-я и 101-я воздушно-десантные дивизии Армии США. Командование корпусом в декабре 1944 года принял на себя генерал-лейтенант Ричард Нельсон Гэйл, бывший командир 6-й британской воздушно-десантной дивизии.
Подчинявшиеся корпусу части участвовали в операции «Маркет-Гарден» в сентябре 1944 года.